# 安德烈·阿利舍夫斯基赫
安德烈·根纳季耶维奇·阿利舍夫斯基赫（羅馬化：Andrey Gennad'yevich Al'shevskikh；1972年5月14日—）是俄罗斯政治人物、第六届、第七届和第八届国家杜马代表。
2006年至2016年，他是俄罗斯联邦共产党党员。用他的话说，他离开共产党是因为他经常被“故意停职”。同年年末，他代表统一俄罗斯竞选国家杜马。2021年，他与人共同撰写了《俄罗斯联邦教育法》修正案（俄語：Закон о просветительской деятельности），引入了“教育活动”的概念，并于2021年6月1日生效。
阿尔舍夫斯基赫已婚并育有两个孩子。